# Ambonnay

Ambonnay este o comună în departamentul Marne, Franța. În 2009 avea o populație de 920 de locuitori.